# Olios erroneus
Olios erroneus là một loài nhện trong họ Sparassidae.
Loài này thuộc chi Olios. Olios erroneus được Octavius Pickard-Cambridge miêu tả năm 1890.